# (47) Aglaya
(47) Aglaya es un asteroide que forma parte del cinturón de asteroides y fue descubierto por Karl Theodor Robert Luther el 15 de septiembre de 1857 desde el observatorio de Düsseldorf-Bilk, Alemania.
Está nombrado por Aglaya, una diosecilla de la mitología griega.

## Características orbitales
Aglaya orbita a una distancia media del Sol de 2,879 ua, pudiendo alejarse hasta 3,262 ua. Su inclinación orbital es 4,983° y la excentricidad 0,1329. Emplea 1784 días en completar una órbita alrededor del Sol.